# دریم لیگ ساکر
دریم لیگ ساکر (انگلیسی: Dream League Soccer) یک مجموعهٔ بازی ویدئویی فوتبال توسعه‌یافته توسط استودیوی بریتانیایی فرست تاچ گیمز است که برای سیستم‌عامل‌های اندروید و آی‌اواس طراحی شده‌است.
از این بازی، که نخستین بار در ۶ مهٔ ۲۰۱۱ تحت عنوان «فرست تاچ ساکر» منتشر شد، دو نسخهٔ مختلف منتشر شد و سپس نام تجاری آن به نام کنونی آن، دریم لیگ ساکر تغییر یافت. از آن پس تاکنون چندین نسخه از این بازی منتشر شده‌است که همگی تحت نام «دی‌ال‌اس» شناخته می‌شوند. آخرین نسخهٔ این بازی دی‌ال‌اس ۲۰۲۳ است که در ۹ دسامبر ۲۰۲۲ منتشر شده‌است .

## دنباله‌ها
اگرچه انتشار این بازی در ابتدا با نام فرست تاچ سوکر آغاز شد، اما شرکت فرست تاچ گیمز این عنوان را بعداً حذف کرد و آن را با مجموعهٔ دی‌ال‌اس جایگزین کرد. این بازی دارای چندین دنباله است و هر سال یک نسخه از آن منتشر می‌شود.

## گیم‌پلی
این بازی دارای دو حالت مرحله‌ای و آنلاین است که بازیکنان در این دو حالت می‌توانند به مسابقه بپردازند تا به‌ ترتیب به بخش‌ها یا رده‌های بالاتر دست یابند. در این بازی یک حالت گردهم‌آیی آفلاین نیز تعبیه شده‌است. حالت چند نفره محلی نیز در دسترس کاربران قرار دارد که در آن کاربر می‌تواند با استفاده از شبکه محلی به بازی یک‌به‌یک نپردازید.